# Wojciech Rudnicki
Wojciech Rudnicki (ur. 26 września 1939 w Warszawie) – polski prawnik, radca prawny, w 2004 minister zdrowia w rządzie Marka Belki.

## Życiorys
W 1957 ukończył X Szkołę Ogólnokształcącą TPD w Warszawie, a w 1964 studia prawnicze na Wydziale Prawa Uniwersytetu Warszawskiego. Do 1973 pracował m.in. w prezydium Wojewódzkiej Rady Narodowej, Ministerstwie Gospodarki Komunalnej i Ministerstwie Handlu Zagranicznego. W 1974 rozpoczął praktykę jako radca prawny, był zatrudniony w szeregu instytucji administracji publicznej. Od 1982 był radcą prawnym w wydziale finansowym stołecznej administracji, a następnie w warszawskiej izbie skarbowej. Zajmował stanowiska likwidatora Mazowieckiej Spółdzielni „Samopomoc Chłopska” oraz pełnomocnika Komisji Likwidacyjnej RSW „Prasa-Książka-Ruch”.
Od 1991 pełnił kolejno funkcje wicedyrektora Departamentu Pracy oraz dyrektora Departamentu Prawnego w Ministerstwie Zdrowia i Opieki Społecznej, następnie od marca 1994 do listopada 1997 podsekretarza stanu w tym resorcie, kierowanym wówczas przez Jacka Żochowskiego. Od 1998 był radcą prawnym izb lekarskich, później także aptekarskich.
2 maja 2004 został powołany na stanowisko ministra zdrowia w rządzie Marka Belki. Jego podstawowym zadaniem miała być kontynuacja prac nad przygotowanym przez rząd Leszka Millera projektem ustawy o świadczeniach opieki zdrowotnej, która miała zastąpić uchyloną przez Trybunał Konstytucyjny ustawę o Narodowym Funduszu Zdrowia. Już w jednym z pierwszych oświadczeń stwierdził, że projekt wymaga uzupełnień, a w niektórych miejscach istotnych zmian. 19 maja 2004 (pięć dni po nieudzieleniu przez Sejm wotum zaufania gabinetowi) złożył rezygnację ze względu na stan zdrowia; ostatecznie urzędował do końca funkcjonowania rządu, tj. do 11 czerwca 2004.
Od lat 60. należał do ZSL, później działał w PSL. Z członkostwa w partii zrezygnował po powołaniu go w skład rządu Marka Belki.
W 1997 został odznaczony Krzyżem Kawalerskim Orderu Odrodzenia Polski.